# Draco-II-Zwerggalaxie
Die Draco-II-Zwerggalaxie, kurz auch Draco II oder Draco 2, ist eine im Jahr 2015 entdeckte Zwerggalaxie des Typs dSph im Sternbild Drache in der Lokalen Gruppe und eine der Satellitengalaxien der Milchstraße.

## Eigenschaften
Dra II dSph besitzt einen Halblichtradius von 2,7 +1,0−0,8 Winkelminuten, was bei einer Entfernung von etwa 22 kpc einer Größe von 19 +8−6 Parsec entspricht.

## Weiteres
- Liste der Galaxien der Lokalen Gruppe